# Adamsia fusca
Adamsia fusca is een zeeanemonensoort uit de familie Hormathiidae.
Adamsia fusca is voor het eerst wetenschappelijk beschreven door Quoy & Gaimard in 1833.